# Lian Ziwen
Lian Ziwen (Harbin, 26 september 1998) is een Chinees langebaanschaatser. Tijdens de Olympische Winterspelen 2022 in zijn thuisland kwam hij uit op de 1500 meter. Hij eindigde 27e met een tijd van 1.49,15.

## Persoonlijke records[2]
| Afstand    | Tijd    | Datum            | Baan           |
| ---------- | ------- | ---------------- | -------------- |
| 500 meter  | 34,85   | 3 oktober 2021   | Urumqi         |
| 1000 meter | 1.07,02 | 5 december 2021  | Salt Lake City |
| 1500 meter | 1.44,34 | 4 december 2021  | Salt Lake City |
| 3000 meter | 4.10,04 | 24 augustus 2019 | Calgary        |

## Resultaten
| Jaar | WK Afstanden             | Olympische Spelen                    |
| ---- | ------------------------ | ------------------------------------ |
| 2022 |                          | 19e 1000m 27e 1500m 8e achtervolging |
| 2023 | 22e 1000m DNF teamsprint |                                      |
|      |                          |                                      |
| 2025 | 17e 500m · teamsprint    |                                      |